# Baeus japonicus
Baeus japonicus är en stekelart som beskrevs av Kononova och Fursov 1999. Baeus japonicus ingår i släktet Baeus och familjen Scelionidae. Inga underarter finns listade.